# 正统马克思主义
正统马克思主义（英語：Orthodox Marxism）是德国著名政治哲学家、科学社会主义和馬克思主義的创始人卡尔·马克思和弗里德里希·恩格斯去世后形成的马克思主义的一個重要分支，并且成为第一次世界大战爆發前以第二国际为代表的国际社会主义运动中的多数派的官方意識形态。
正统马克思主义由著名哲學家卡爾·考茨基所創立，它致力于透过澄清古典馬克思主義中的歧义及模糊處來编纂和规范化马克思主义的政治學理论，並且按照馬克思主義的開创人马克思及其創立人恩格斯所奠定的方向將其簡單化和系統化。
第一次世界大戰的爆發所引發的衝突導致正統馬克思主義衰落並促使列寧主義興起。

## 概述
正统马克思主义哲学理論包括这样一种觀點，即物质发展（生产力中的技术进步）是社会结构和人类社会关系以及社会制度及其关系（例如封建主义、资本主义等）变化的唯一动力。随着生产力的发展，原有制度变得矛盾和低效，从而造成某种形式的社会革命以应对日益加剧的矛盾。这种革命性的变化是社会范围内根本变化的载体，并且最终导致新的经济体系出现。
在正统马克思主义一词的原有意思中，“正统”一词是指運用經濟史觀及辩证法的方法，而不是经典马克思主义固有的规范方面，并不意味着固執地坚持马克思所得出的研究结果，也不意味着「修正」马克思主义，後來卡爾·考茨基以此名稱指稱他所創立的意識型態以與伯恩斯坦主義相區別，後者的擁護者後來放棄了馬克思主義並開創了社會民主主義。
卡爾·考茨基及其追隨者普遍把自己视为“正统马克思主义者”，但著名革命家列夫·托洛茨基及其追隨者、孟什維克派人士及布尔什维克派人士也把自己视为正统的马克思主义者，这也体现了各自所持有關於何謂正统的马克思主义這一問題的观点。

## 理論及主張

### 階級意識
正統馬克思主義認為階級利益決定思維模式如何， 身處於资本主义社会的无产阶级必然按照社会主义的方式思考问题，同樣地 資產階級必然按照資本主義的方式思考問題，正統馬克思主義認為只有馬克思主義才是真正的科學，其他所有學説（如 著名古典經濟學家大衛·李嘉圖所創立的地租論）都是資產階級用來捍衛資本主義的工具，著名經濟學家路德維希·馮·米塞斯這樣描述正統馬克思主義關於階級意識、科學及真理的觀點：
尽管无产阶级本身无可否认地是一个阶级，但它必须超越阶级利益，通过消灭社会的阶级分裂来捍卫人类的利益。无产阶级思想以同样的方式消除了阶级思想的相对性，包含着纯粹科学的绝对真理的内容，它将在未来社会主义社会得到实现。换言之，只有马克思主义是科学。历史上先于马克思的东西，都可以看作是科学的史前史。马克思主义给予黑格尔之前的哲学家的地位，和基督教给予先知的地位一样；给予黑格尔的地位，则相当于基督教给予同耶稣联系在一起的圣徒约翰的地位。但是，自马克思出现后，所有的真理就都属于马克思主义了，其他一切都是谎言和欺骗，都是对资本主义的辩护。——路德維希·馮·米塞斯，《社會主義：經濟學和社會學分析》

### 多元論理論
正統馬克思主義認為屬於不同的社會階級的人也不同的心灵論理结构（logical structure of the mind），例如資產階級人士有资产阶级心灵、 無產階級人士有無产阶级心灵，因此他們必定會運用完全不同的論理來思考問題，正統馬克思主義認為單憑發現某個理論的創立者的階級背景便足以判斷一個理論是否具有正確性，例如在正統马克思主义者看来，李嘉图所創立的比较成本论是具有欺騙性的，原因是李嘉图是资产份子。

### 階級背景決定政策的取向
正統馬克思主義認為政策制定者及政府的決策完全受制於其階級背景及利益，階級被置於中心地位，例如如果政府領導人是資產階級人士，他一定會實施任何有利於資產階級的事業發展的政策。
正統馬克思主義的這種觀點跟工具馬克思主義（Instrumental Marxism）的觀點很相似。工具馬克思主義（或稱精英模型(Elite Model)）認為身處於政府和權力職位的決策者往往「具有共同的商業或階級背景，他們的決策將反映他們的商業或階級利益」。工具馬克思主義的觀點與結構馬克思主義的觀點形成鮮明對比，後者認為政策制定者的階級背景等純粹是現代國家「資產階級」本質的偶然因素，而現代國家的「資產階級」本質被認為是國家及法律在資本主義社會的客觀結構中所處的地位的結果，以及它們再生產生產關係和私有財產的客觀（即獨立於意識的）功能的結果，而與參與管理生產關係和私有財產的個人的階級背景無關。

### 階級之間的衝突作為最重要的衝突
正統馬克思主義傾向於無視種族之間的衝突和性別之間的衝突等等，原因是它認為過於關注這些衝突會分散人們對於真正的衝突即階級之間的衝突的注意力。
正統馬克思主義堅持認為革命者不應該參與任何國家、國族或宗教等等之間的衝突，就算是一個國家反抗其他國家的侵略或壓迫一事所造成的衝突或者某個地區的居民爭取獨立一事所造成的衝突亦然，並且認為他們應該專注於階級之間的衝突。
正統馬克思主義認為每一個階級的人士都有着各自的共同利益，屬於不同階級的人彼此之間則有着不可調和的利益衝突，例如資產階級人士彼此之間必定會合作以保障自己的利益，並且共同壓迫無產階級人士，同樣無產階級人士必定會合作以對抗資產階級人士，只有在無產階級成功消滅其他階級後，這種衝突才會結束。

### 經濟定論
正統馬克思主義認為經濟基礎單方面地決定社會的文化及政治上層建築如何，這被認為是經濟主義思想。在古典馬克思主義思想中，經濟因素不是唯一決定性的因素，但正統馬克思主義非常強調它的重要性，導致其將這一説法解釋為經濟定論。

### 樸素唯物主義
正統馬克思主義跟古典馬克思主義一樣，沒能正確地理解何謂馬克思所創立的辨證唯物主義。古典馬克思主義將其解釋為實證唯物主義，主張透過研究物質來發現世界的本質，原因是恩格斯誤解了馬克思的哲學思想，而正統馬克思主義以著名哲學家費爾巴哈等人所發展出來的樸素唯物論為基礎，將其解釋為樸素唯物主義，主張透過把人視作跟其他物質無異的事物來了解歷史如何發展，米塞斯聲稱正統馬克思主義認為生產條件獨立於思想，而思想來自物質生產力。

### 經濟史觀
正統馬克思主義認為思想依赖于社会存在，生产条件独立于人类思想，所有歷史都是階級鬥爭的歷史，無產階級最後必然戰勝資產階級，米塞斯這樣描述這種觀點：「社会主义也被描绘成历史演进的必然目标和最终结果。有一种我们无可逃避的隐蔽力量，在引领人类一步步走向更高的社会和道德境界。历史是一个不断进步的净化过程，它最终的完美形式便是社会主义。 … 社会主义有着自然的必然性，是决定着社会生活的基本力量的必然结果。」正統馬克思主義認為文明總會持續向實現社會主義的方向演進並不斷去除舊社會的一切殘留特徵，它亦認為資本主義的末日是不可避免的，它的崩潰將會給世界帶來巨大的災禍，但無產階級最後將會成功克服困難並達成建構社會主義社會這一目標，這種觀點被稱為經濟史觀 。
這種引導着世人走向社會主義階段的力量被稱為歷史意志，類似於絕對唯心主義者所重視的絕對精神，歷史意志如同神一樣使人們在適當的時候產生出各種想法以發明新的技術，人們的所思所想都受其控制，這些技術的出現主導着歷史發展。

### 贫困增长論
正統馬克思主義認為每當資產階級變得更加富裕，無產階級便會相應地變得更加貧窮，但這一理論所説的貧困不是指「物質貧困」，而是指「社會貧困」，後者是指因感覺到自己不像別人那麼富裕一事而出現的某種形式的貧困，一些學者將這種貧困的增長解釋為「嫉妒心的增長」。

### 労動價格論
正統馬克思主義沒有意識到資本是會耗損的，它認為資本家總能通過資本賺取利潤，它也認為只有通過人手勞動才能夠使資本產生作用，值得注意的是，正統馬克思主義完全無視了機器自動化勞動的存在性，因此正統馬克思主義得出的結論是人手勞動是價值的唯一一個源頭，這個理論與作為馬克思原教旨主義核心理論的労動價值論有相似之處，故此正統馬克思主義認為資本家佔有資本並通過工資來迫使勞動者為他們工作的這種行為是對勞動者的奴役。正統馬克思主義認為資本家本身無所作為，只是像食利者一樣榨取金錢。
正統馬克思主義沒有區分價值和價格，它認為不論一個產品能夠以甚麼樣的價格被售出，都是生產該產品的人所付出的人手勞動所產生的價值，意味着這個產品的價值就是這麼大。正統馬克思主義亦主張推翻資本家的統治以實行生產資料公有制，這樣勞動者便能夠獲得他們應得的一切。

### 資本集中化論
正統馬克思主義認為由於在資本主義主導下，擁有更多生產資料的人自然比其他人擁有更強的競爭力，因此前者更容易在競爭中獲勝，故此資本主義社會上的財產正在集中到愈來愈少的人手中，最後生产资料私有制的存在性會導致其他所有人都會被擁有全部生產資料的人奴役，最後只有一個人擁有全部財產，因而導致資產階級生產方式崩潰，以及造成所有人都沒有財產和被奴役這一情況的出現，但此時如果群众已經接受社會主義能夠改善他們的生活這一信念，他們便會奪起反抗，從而實現社會主義。

### 革命
正統馬克思主義強烈反對主張以和平改革的方式改善資本主義制度的改良主義。漸進社會主義認為只需要在議會鬥爭中獲勝，便有能力與資產階級政黨合作以推動社會主義化進程，考茨基主義更放棄了構建共產主義社會的目標 而只主張把資本主義制度社會主義化，社會民主主義則認為股份公司的出現意味着資本主義在本質上開始改變，由於從那時起連普通平民也能夠購買這些公司的股票，因此資本正在不斷「民主化」，即使革命從未爆發，勞動者與資本家之間的差別最後都會消失，故此社會民主主義認為沒有必要發動革命，只需要加緊推動資本民主化進程便能夠消除傳統資本主義在過去的盛行所造成的一切不公平現象。與此相反，正統馬克思主義認為在資本主義主導下，資本只會集中到愈來愈少的人手中，故此它認為推翻資本主義制度是唯一的出路。
正統馬克思主義認為社會主義革命必須是多數人的行動，政黨等組織只可以是輔助他們的力量，這與作為列寧主義基礎理論之一的先鋒隊論及關於民主集中制的理論形成對比。正統馬克思主義也認為發達的資本主義國家（如美國及英國）會首先轉變為社會主義國家，原因是資本主義制度在這些國家國內已經發揮了全部的物質生產力，因而走到了盡頭，如果群眾大多擁護社會主義，他們便會自發地發起行動以實現社會主義。
在這個理論的基礎上，正統馬克思主義反對在資本主義制度變得成熟之前便發動革命，並且主張無條件地支持資產階級一個接一個地奪取全部國家的政權，這樣資產階級便能夠在世界各國國內發展資本主義制度，直到時機到來，社會主義將會同時在世界各地出現，這樣社會主義者便能夠馬上獲得勝利。

### 社會主義社會上的經濟計算問題
不同於馬克思主義的其他部份分支，正統馬克思主義認為貨幣在社會主義社會上仍然有必要存在，否則便會出現經濟計算問題。卡爾·考茨基声称社会主义與资本主义的不同之處不是前者缺乏货币，而是在资本主义主導下，获得财富的能力只能是资本。在社会主义主導下，没有动机把货币用作金融资本，因此货币在社会主义社會上有明显不同的角色。

## 批评

### 來自保守主義者所作的抨擊

#### 來自文化保守主義者所作的抨擊
支持法輪功的學者仲維光曾經多次在《新紀元周刊》及《大紀元時報》上發表文章以抨擊正統馬克思主義及馬克思主義的其他分支等等，他以一些擁護傳統保守主義的、反對推動現代化進程的政治學家所持有的觀點為理論基礎，聲稱自文藝復興時期開始以來，以一元論為核心的基督舊敎的地位逐漸被以二元論為核心的所謂的政治宗教取代，二元論是古希臘哲學思想的特徵，所有意識型態都是政治宗教，在後者的思想中，人被置於神的位置上，而且這些意識型態都是封閉的意締牢結，它們束縛了人們的思想，加上宗教信仰至今尚存的影響力，導致現今的西方人大多都十分循規蹈矩卻甚少對自己的內心世界作出反省，仲維光引述了擁護垨𦾔主義的政治學家弗格林教授的一些作品的內容，聲稱這些現象的源頭是主張拯救自己的諾斯替教，諾斯替教相信人們單憑自己所擁有的知識便足以拯救自己，因而忽視神靈的存在性，仲維光亦聲稱科學其實只是在數百年前源自於位於歐洲的神學院的一個新興的學門，原因是進化論的創立人查爾斯·達爾文曾經在神學院學習，他亦聲稱近代以來基本上所有政黨都可以被看作所謂的政治基督敎的表現形式，強迫黨員絕對服從黨長，政治基督敎以二元論式的觀念論為核心，排斥任何相反的觀點並認為自身的觀念是現實的最高形式，仲維光聲稱馬克思主義是一種以無神主義、唯物質主義及唯科學主義為基礎的獨斷的意識型態，它不肯接納其他意見，因而導致極權統治出現，仲維光聲稱只有促使以天人合一論為核心的中華傳統文化復興，才能夠使世人完全擺脱二元性思維模式並消滅所有意識型態，值得注意的是 仲維光不像守𦾔主義者那樣公開表示自己敵視現代性，他聲稱現今所謂的現代社會其實只是政治基督敎社會，故此他聲稱只有在政治基督敎消亡後，人們才能夠真正地推動現代化進程。
然而，有意見認為仲維光所提出的這種抨擊意見被認為過於空泛，任何一種意識形態都有其認可及不認可的觀點，這是自古已有的事，並不是自近代以來才有的事，而且是以形式論理為客觀依據的，只有不違背無矛盾律 才能夠避免荒謬的情況出現，意識型態不只是作為個人純粹主觀看法的意締牢結，它們與人們所身處的環境有密切關係，意識型態自古以來便已存在，它是一種由一套價值觀所構成的思想體系，不一定會成為排斥性強的政治性宗教，而且消滅意識型態幾乎是不可能的事，原因是只要人類存活在世上，他們複雜的思想便會產生各種意識型態。此外，政黨不一定要求黨員絶對服從黨長，例如聲稱自身奉行作為馬克思主義的分支之一的不可能主義的擁有悠久歷史的政黨大不列顛社會黨所實行的制度便具有十分濃厚的平等主義色彩，它聲稱自身是沒有領導人的，只要是已經宣誓入黨者，不論資歷如何，都可以享有同等的權利。還有，馬克思曾經在多部著作中對主導着國家的意理作出了詳細的分析。
其次，仲維光對基督敎教義及其歷史的了解十分不足，一元論並非基督敎教義的核心部份，基督敎並不特別關注這些問題，一元論也在某些方面上與基督敎教義不相符，二元論也不是古希臘哲學思想中唯一突出的理論，更不是其必不可少的特徵之一，多元論等眾多理論都曾與之競爭，政治性宗教與二元論也沒有必然關係，而且西方人也不像仲維光所宣稱的那樣只重視法律和人們與上帝之間的關係 而不重視人與人之間的關係，事實上 人文主義在很久遠的時期便已經在西方世界上蓬勃發展，近代西方很多哲學家如阿圖爾·叔本華都在反思人性的方面上作出了很多貢獻，擁護新康德主義的著名哲學家赫爾曼·科恩曾經在其著作中強調説人們能夠在向上帝祈禱時藉此機會反思自己的內心，精神分析學及心理學等學門都是在西方世界上發展起來的，更不用説現代西方社會強調個性解放，這是反主流文化的核心價值觀之一，傳統及法律的神聖性被日益削弱，就算是從宗教角度來看，猶太-基督敎倫理觀念也十分強調家庭及人際關係的重要性，此外，聲稱諾斯替教主張拯救自己這一行為過度簡單化了其教義，諾斯替教主張憑藉來自神靈的靈知來得到救贖，因此神靈在其教義中仍然享有崇高的地位，值得注意的是，雖然仲維光十分支持擁護傳統主義的法輪功，但是仲維光對於亞伯拉罕諸教的負面看法與法輪功關於宗教融和的主張互相矛盾，仲維光也過於強調東方文化與西方文化之間的差別，導致其忽視了兩者之間的交融及共通之處，以及其他因素如地理環境對意識形態的影響和其他同樣有着強大的影響力的文化的存在性，其對於科學史的瞭解也非常有限，科學的發展史可以被追溯到上萬年前而不只是近代以來才出現的，在中世紀時期，很多信奉天主教的神學家在科學研究上作出了重要貢獻。
還有一點就是 雖然天人合一論於先秦時期在中華文化中佔據重要地位，但是這不意味着古時沒有任何一個中華人會因此而完全不受宗教狂熱或意締牢結所影響，世上沒有任何一個人能夠在其思想中完全去除是非對錯等與二元性有關的概念，而且專制的君權思想在中華的影響力依舊十分強大，甚至比教權思想在歐洲的影響力更加強大，中華人與其他國族在很多方面上沒有特別不同的地方，此外，西漢帝國罷絶百家、獨尊儒術，道家思想等等受到冷落，法家思想以儒家思想的面貌佔據主導地位，導致中華人的思想自由大受摧殘，只有在大乘佛教從印度傳入中華後，思想界才開始出現新的思潮。還有，天人合一論因其論據虛玄一事而只能夠成為文人清談的話題，不能夠深入到平民百姓的日常生活當中，佛敎所認可的二諦論解答了為何二元性思維模式在人們的日常生活中仍然是必不可少的 這一問題。最後，仲維光對現代化這個概念的理解也有錯誤之處，忽視了現代社會的各種特質的存在性，而許多擁護馬克思主義對現代社會的狀況作出了詳細的分析。

### 奥地利学派
奧地利學派代表人物路德維希·馮·米塞斯在其出版於1922年的著作《社會主義：經濟學和社會學分析》中對各種形式的社會主義及馬克思主義作出了尖鋭的抨擊，他宣稱正統馬克思主義是教條主義式的、不科學的和無法受到驗證的：
這是一种非常简单明确的哲学，并且在马克思的后继者手里变得愈发简单明确。他们认为科学和马克思主义的社会主义是一回事。科学是对马克思、恩格斯的话语的注解，而证据都是来自对这些话语的引用和解释。支持者们相互谴责对领袖“手谕”的无知。由此出现了一种对无产阶级的真正崇拜。——路德維希·馮·米塞斯，《社會主義：經濟學和社會學分析》
米塞斯教授亦宣稱當修正主義者试图消除馬克思的思想中最粗劣的错處时，正統馬克思主義者把他們視為異端份子並清除了他們，米塞斯教授總結道：「修正主义败给了正统学说，自由思想在马克思主义中没有立足之地。」
此外，米塞斯教授作為歷史唯心主義者，多次聲稱透過研究物質環境來預測歷史將會如何發展這一方法是無效的。雖然米塞斯教授承認他認為絕對的自由意志不存在、人所作的決定如何取決於各種原因，也承認他不認可唯心論，但是他表示他不認可唯物論，而是認可心身二元論，並且聲稱目前只能證明精神能夠影響精神、物質能夠影響物質，卻沒有證據證明肉身能夠影響思想，反之亦然，故此他聲稱觀念才是主導着人類文明的力量，因而強烈反對正統馬克思主義者所擁有的關於歷史的觀念。米塞斯教授亦表示他認為有一個無法被分割的堅實自我存在，故此他反對集體主義關於自我的觀點，這種觀點是正統馬克思主義的主要觀點之一。米塞斯教授亦聲稱正統馬克思主義無法解答社會主義如何把生產效率提升至更高的境界這個問題。
然而，米塞斯教授所指出的正統馬克思主義理論中的缺陷及教條主義特徵，在馬克思主義後來出現的很多分支的理論中並不存在，這些分支大多克服了正統馬克思主義把馬克思所持有的觀點庸俗化和簡單化 這一問題，並且持續地把馬克思所創立的理論深化和複雜化。此外，不少馬克思主義者認為關於生產效率的問題早已得到解答，他們認為所謂的稀缺性很大程度上是資本主義所製造出來的，現今的科技水平足以令企業生產足夠多的產品來滿足人們的需求。還有，心身二元論、歷史唯心主義及個人主義關於無法被分割的自我的觀點等等自近代以來受到很多挑戰，逐漸喪失其重要地位。

### 社會主義者
早期的社會主義運動的一些參與者對正統馬克思主義提出了許多抨擊意見。從1890年代第二國際開始，愛德華·伯恩斯坦等人創立了一種被稱為漸進社會主義的意識型態，試圖修正馬克思所持有的觀點，其理論基礎是資本主義的逐步發展及民主主義的擴展意味著漸進的議會改革能夠被用以實現社會主義這一説法。但伯恩斯坦本人是革命者，並且於1918年加入了主張建立社會主義共和國的德國獨立社會民主黨。這一觀點遭到考茨基等正統馬克思主義者以及年輕的捷爾吉·盧卡奇的質疑，後者於1919年澄清了對「社會主義共和國」的定義，他聲稱正統馬克思主義是這樣的：
正統僅指方法。科學堅信辯證唯物論是通往真理的道路，其方法只有沿著其創始人所奠定的路線才能發展、擴展和深化。此外，它堅信，所有超越或「改進」它的嘗試都導致且必然導致過度簡化、瑣碎和折衷主義。——格奧爾格·盧卡奇，〈甚麼是正統馬克思主義？〉

### 馬克思主義者
盧森堡主義的創立者羅莎·盧森堡曾經撰文宣稱正統馬克思主義因擔心偏離馬克思的立場而不敢發展古典馬克思主義的理論，導致馬克思主義的發展陷入停滯，因而違背了馬克思的理念並將其思想過份簡單化和教條主義化，她宣稱：
既然通过『第四等级的思想和我们的历史时期的特殊联系』阐明社会发展规律对于无产阶级的阶级斗争是必不可少的，这一斗争就因此对社会科学产生有益的影响，而这一无产阶级精神文化的纪念碑就是马克思的学说。但是马克思的创造作为科学成就来说本身就是一个巨大的整体，它也已经超越了无产阶级斗争的直接需要，尽管它是为这一斗争而创造的。无论就他对资产阶级经济的详尽而完整的分析来说，还是就他的历史研究方法及其无限的应用范围来说，马克思的贡献都大大超出了实际阶级斗争的直接需要。只有随着我们的运动逐步进入向前发展的阶段并提出新的实际问题，我们才重新到马克思的思想武库里去探索、完成和利用他的学说的一个个新的部分。——羅莎·盧森堡，〈马克思主义的停滞和进步〉
正統馬克思主義認為必須等到資本主義制度的全部生產力都被發揮了出來之後，才能過渡到社會主義階段，因而反對過早地發動革命。羅莎·盧森堡並不認同這一觀點的正確性，她從歷史唯物主義的觀點出發，聲稱：「現代無產階級的鬥爭不是按照某本書或某個理論的計畫來進行的；現代工人的鬥爭是歷史的一部分，是社會進步的一部分。」在她看來，即使是失敗的革命，也是在邁向社會主義社會的路途上會不可避免地發生的事件，而失敗的革命能夠成為革命者從中汲取經驗的教材，革命者將會藉此獲得成功，在羅莎被殺害的那一夜，她在其遺言中宣稱：
领导失灵了，但领导能夠而且必须由群众且从群众中重新推选。群众是决定性的，群众是磐石，革命将依靠这块磐石取得最后胜利。群众站得高，他们使这次“失败”成为国际社会主义引以为骄傲并从中吸取力量的那些历史失败的一个部分。未来的胜利因此将从这一「失败」中茁壮成长。
「柏林秩序井然！」你们这帮愚蠢的奴才！你们的“秩序”是建立在流沙之上的。明天革命将在「磨刀擦枪声中再次兴起」、吹响令你们惊惶失措的号角、宣告道：

「我来过，我又来到，我还将重临！」——羅莎·盧森堡，〈柏林秩序井然〉
正統馬克思主義認為必須先由資產階級發動資產階級革命並建構了成熟的資本主義制度之後，無產階級才能發動無產階級革命，但列寧主義的創立人弗拉迪米爾·列寧不認同這一觀點的正確性，他認為俄羅斯的資產階級的力量太弱，必須由無產階級來領導資產階級民主革命，後來俄羅斯帝國在1917年俄國革命被推翻，俄國社會民主工黨的勢力不斷擴大，同年十一月，布爾塞維在十月革命中推翻了俄羅斯共和國並建立了蘇維埃俄國，後來更擊敗了俄羅斯國，標誌着社會主義革命取得成功。馬克思列寧主義者聲稱這些事件的發生證明了他們所持有的觀點是正確的。
理想馬克思主義認為即使不發動革命，僅僅進行抗爭，也能夠改善資本主義制度，而且資本主義本身也會隨時間流逝而逐漸人道化，馬克思所抨擊的原始資本主義早已不復存在，現今的傳統資本主義已經十分民主化和去中心化，例如互聯網的出現使資訊得以自由流通，因此資本主義社會或許終有一天會演變為馬克思理想中的社會，理想馬克思主義亦認為過去所謂的共產主義國家都是名義上奉行置國民於至高無上的地位的共產社會主義 但實際上奉行置國家於至高無上的地位的社會共產主義的極權國家，因此理想馬克思主義認為它們的倒台並不意味着馬克思主義的失敗，並且認為馬克思的理想現今正在悄悄地被實現，然而，理想馬克思主義的這些觀點受到了革命馬克思主義者的猛烈抨擊，他們聲稱現今的資本主義國家仍然十分專制，而且資本主義仍未擺脱其剝削勞動者的特質，所謂的去中心化進程仍然尚未被完成，例如互聯網至今仍然受到科技巨頭所掌控，這是技術資本封建主義（Techno-Capitalist-Feudalism）的特徵之一，技術資本封建主義比自由資本主義等各種形式的資本主義更加極權化。雖然現今資本主義的地位離被所謂的技術封建主義取代的日子還非常遠，但是技術封建資本主義的出現仍然對資本主義社會的發展造成了很大的影響。此外，馬克思理想中的社會不一定是完全去中心化的，例如如果要實行計劃經濟模式，便需要有一個機構負責分配資源，過度的去中心化只會造成混亂。
西方馬克思主義，即二十世紀二十年代以來在西歐發展起來的知識分子所擁護的馬克思主義的分支，試圖透過審視正統馬克思主義領域之外的文化等問題，使馬克思主義變得更加「複雜」、開放和靈活。西方馬克思主義者，如捷爾吉·盧卡奇、卡爾·科爾施、安東尼奧·葛蘭西和法蘭克福派，往往對正統馬克思主義者所持有的關於資產階級所造成的影響的觀點持開放態度，這些所謂的影響包括精神分析學及馬克斯·韋伯所創立的宗教社會學理論。馬可·托雷斯解釋了法蘭克福派偏離正統馬克思主義這一轉變：
1920年代初期，法蘭克福研究所的最初成員──卡爾·格倫伯格、亨利克·格羅斯曼及卡爾·奧古斯特·維特福格爾等人的名字已經被遺忘了，他們都是奉信正統馬克思主義的社會科學家。他們將自己的任務理解為促使科學進步，這將有助解決整個歐洲向社會主義過渡一事所面臨的問題，他們認為，即使這不是不可避免的，至少也很有可能發生。但隨着法西斯主義在德國和整個歐洲抬頭，該研究所的年輕成員看到了一種不同類型的馬克思主義學術的必要性。除了累積與正統馬克思主義路線相關的知識之外，他們還認為有必要採取更具批判性及消極性的方法，以在反動主義盛行的時刻維持對社會的完整的和深入的理解。這可以説是從馬克思主義實證科學到批判論的政治上必要的轉變。——馬可·托雷斯，〈不存在的科學：早期法蘭克福派的正統馬克思主義和馬克思主義批判論的轉向〉
塞德里克·羅賓遜確立了黑人馬克思主義（Black Marxism）傳統，包括像塞利尔·莱昂内尔·罗伯特·詹姆斯和W·E·B·杜波依斯這樣的人，他們將馬克思主義理論引入對種族的研究。
在戰後時期，新左派及新社會運動興起，知識思潮和政治思潮再次挑戰正統馬克思主義。其中包括義大利自治主義、法國情境主義、南斯拉夫實踐派、英國文化研究、馬克思主義女性主義、馬克思主義人文主義、分析馬克思主義和批判現實主義。